# Kelvyn Ramos da Fonseca
Kelevyn Ramos da Fonseca, noto semplicemente come Kelvyn (Osasco, 7 maggio 1999), è un calciatore brasiliano, difensore del Caxias.

## Caratteristiche tecniche
È un terzino sinistro.

## Carriera
Cresciuto nel settore giovanile dell'Atlético Tubarão, nel 2019 è stato ceduto in prestito al Ceará, venendo riscattato al termine della stagione. Promosso in prima squadra nel 2020, ha debuttato nel Brasileirão il 4 ottobre in occasione dell'incontro perso 2-1 contro il Palmeiras.

## Statistiche
Statistiche aggiornate al 25 ottobre 2020.

### Presenze e reti nei club
| Stagione        | Squadra         | Campionato      | Campionato | Campionato | Coppe nazionali | Coppe nazionali | Coppe nazionali | Coppe continentali | Coppe continentali | Coppe continentali | Altre coppe | Altre coppe | Altre coppe | Totale | Totale | Totale |
| Stagione        | Squadra         | Comp            | Pres       | Reti       | Comp            | Pres            | Reti            | Comp               | Pres               | Reti               | Comp        | Pres        | Reti        | Pres   | Reti   |        |
| --------------- | --------------- | --------------- | ---------- | ---------- | --------------- | --------------- | --------------- | ------------------ | ------------------ | ------------------ | ----------- | ----------- | ----------- | ------ | ------ | ------ |
| 2020            | Ceará           | PD/CE+A         | 3+5        | 0          | CB              | 1               | 0               |                    | -                  | -                  | CdN         | 1           | 0           | 10     | 0      |        |
| Totale carriera | Totale carriera | Totale carriera | 8          | 0          |                 | 1               | 0               |                    | -                  | -                  |             | 1           | 0           | 10     | 0      |        |